# Bleeder (film)
Bleeder er en dansk film fra 1999, skrevet og instrueret af Nicolas Winding Refn. Filmen, som lå nr. 1 på biolisten, følger en lille gruppe venner, der hyppigt mødes for at se film på video. Harmonien går dog i stykker, da Leo (Kim Bodnia) tæver sin gravide kæreste (Rikke Louise Andersson), og hendes bror (Levino Jensen) beslutter at straffe ham.
Der er nogen scener, som er optaget i one-takers (et langt klip) Blandt andet klippet, hvor servitricen (Liv Corfixen) arbejder på grillbaren, sammen med sin meget snaksalige, og ikke mindst forvirrede chef.
Filmen er optaget på flere velkendte københavnske lokationer; bl.a. Nørrebro Station og Assistens Kirkegård.

## Medvirkende
- Kim Bodnia som Leo
- Mads Mikkelsen som Lenny
- Rikke Louise Andersson som Louise
- Liv Corfixen som Lea
- Zlatko Buric som Kitjo
- Claus Flygare som Joe
- Levino Jensen som Louis